# Marcelliopsis
Marcelliopsis là chi thực vật có hoa trong họ Amaranthaceae.